# Bohumil Jan Šrámek
Bohumil Jan Šrámek (23. února 1896 Svinary – 8. května 1946 Praha, nemocnice na Bulovce) byl příslušník československých legií na Rusi, důstojník prvorepublikové československé armády a za protektorátu člen východočeské regionální vojenské ilegální odbojové organizace Obrana národa.

## Život

### Rodinný původ a studia
Bohumil Jan Šrámek se narodil ve Svinarech na Královéhradecku do rodiny chalupníka Jana a jeho ženy Anny Bohumily, rozené Rýdlové. Po skončení středoškolského studia na hradecké obchodní akademii zakončené ve školním roce 1913/1914 maturitní zkoušku se ještě téhož roku (1914) vydal hledat práci do ciziny a cestovat společně se svým kamarádem a spolužákem Janem Jarkovským. Společně procestovali Německo, Rusko, Polsko (Lodž, Varšava). Začátek první světové války zastihl Šrámka v Moskvě, když tam pobýval u svého strýce.

### V České družině a čs. legiích na Rusi

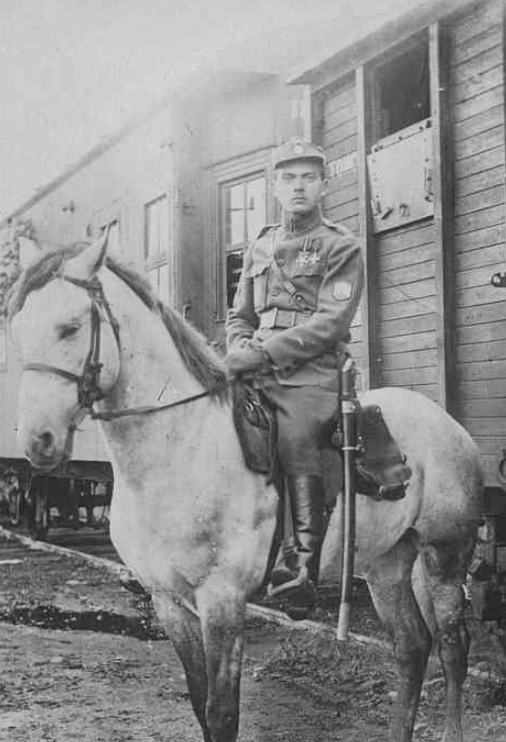
Bohumil Jan Šrámek v legionářské uniformě v Rusku v roce 1919

Během pobytu u svého strýce v Moskvě dne 21. srpna 1914 Šrámek jako teprve osmnáctiletý dobrovolně vstoupil do formující se České družiny jako jednoroční střelec dobrovolník. S vojáky České družiny se účastnil rozvědných akcí, byl vyznamenán a povýšen na mladšího poddůstojníka. V roce 1916 byla Česká družina přetvořena na Československý střelecký pluk. Důstojníkem 3. československého střeleckého pluku Jana Žižky z Trocnova se Šrámek stal v červenci 1917, kdy se také zúčastnil bitvy u Zborova. Důstojníkem (praporečníkem) 4. střeleckého pluku Prokopa Velikého se stal v srpnu 1917. Velitelem 2. kulometného oddílu „Kolta“ se stal v prosinci 1917. (Kulometný oddíl „Kolta“ byl vybaven francouzskými kulomety Chauchat ráže 8 mm.) Do hodnosti kapitána byl povýšen na podzim 1918. V srpnu 1919 byl určen velitelem kulometného praporu. Funkci velitele 1. praporu 4. střeleckého pluku vykonával od března 1920. Šrámek se účastnil bojů u Bachmače (8. až 13. března 1918), bojů u Penzy (29. května 1918) i bojů u Lipjag (4. června 1918). Dne 17. srpna 1919 obdržel Bohumil Jan Šrámek za své bojové zásluhy vysoké československé vyznamenání – Řád Milana Rastislava Štefánika „Sokol“ s meči.

### Zpět v Československu (20. a 30. léta 20. století)
Do Československa se Šrámek vrátil 13. června 1920 poté, co absolvoval několikatýdenní plavbu zaoceánským parníkem Amerika z Vladivostoku. V Československu byl po příjezdu téměř okamžitě nasazen do bojových akcí na Podkarpatské Rusi. Jeho posádka pak přesídlila do Hradce Králové. V průběhu první republiky působil v československé armádě střídavě na různých místech (Podkarpatská Rus, východní Čechy) většinou ve funkci velitele praporu. V letech 1922 až 1923 sloužil v Josefově, v době od roku 1923 až do roku 1926 v Užhorodu a od roku 1928 v Jičíně. V roce 1928 byl povýšen do vojenské hodnosti podplukovníka.

### Protektorát

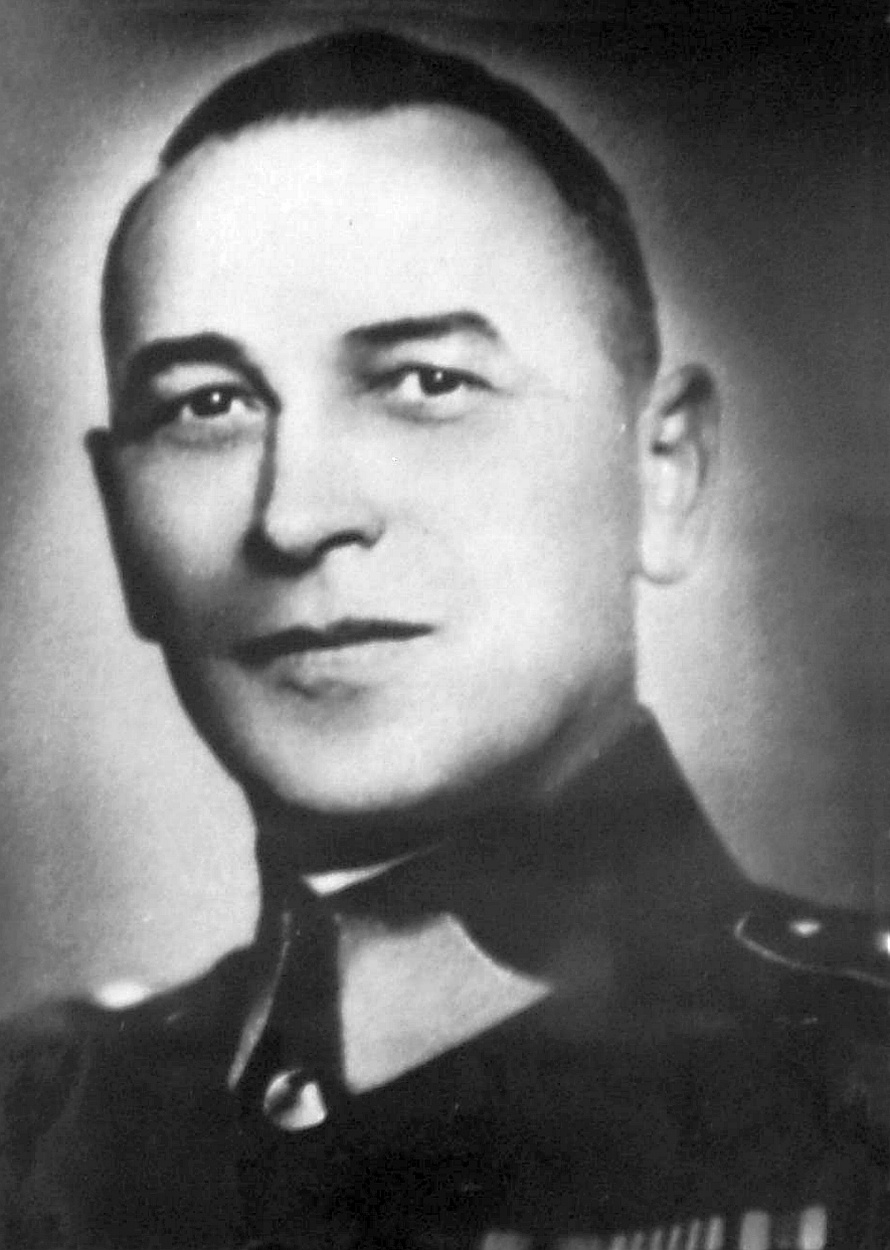
Albín Sládek – Šrámkův kolega v odboji

Po nastolení Protektorátu Čechy a Morava (15. března 1939) byla prvorepubliková čs. armáda demobilizována, Šrámek měl být deaktivován a tak se rozhodl odejít do předčasné vojenské penze. Spolu se svojí rodinou se v červenci 1939 přestěhoval do Svinar. Jako ostatně většina bývalých vojáků z povolání se i Šrámek zapojil do činnosti protiněmecké vojenské ilegální odbojové organizace Obrana národa. V odboji ve východních Čechách byl jedním z blízkých spolupracovníků nadporučíka Albína Sládka. Gestapo zatklo Bohumila Jana Šrámka 15. srpna 1944 za přechovávání zbraní, munice a radiostanice a podrobilo jej ihned zostřeným (tj. krutým) výslechům. Nejprve byl vězněn v Hradci Králové, poté byl přemístěn do věznice gestapa v Malé pevnosti Terezín, pak byl držen v pražské pankrácké věznici a nakonec skončil opět v Terezíně, kde se dočkal konce druhé světové války a 15. května 1945 byl propuštěn na svobodu.

### Po druhé světové válce

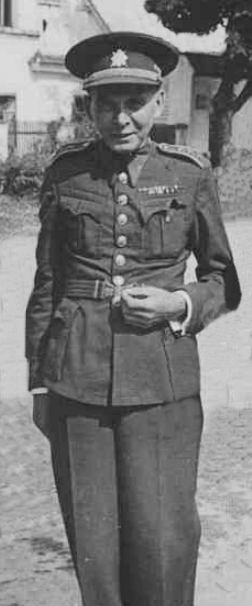
Bohumil Jan Šrámek v rodných Svinarech v červnu 1945

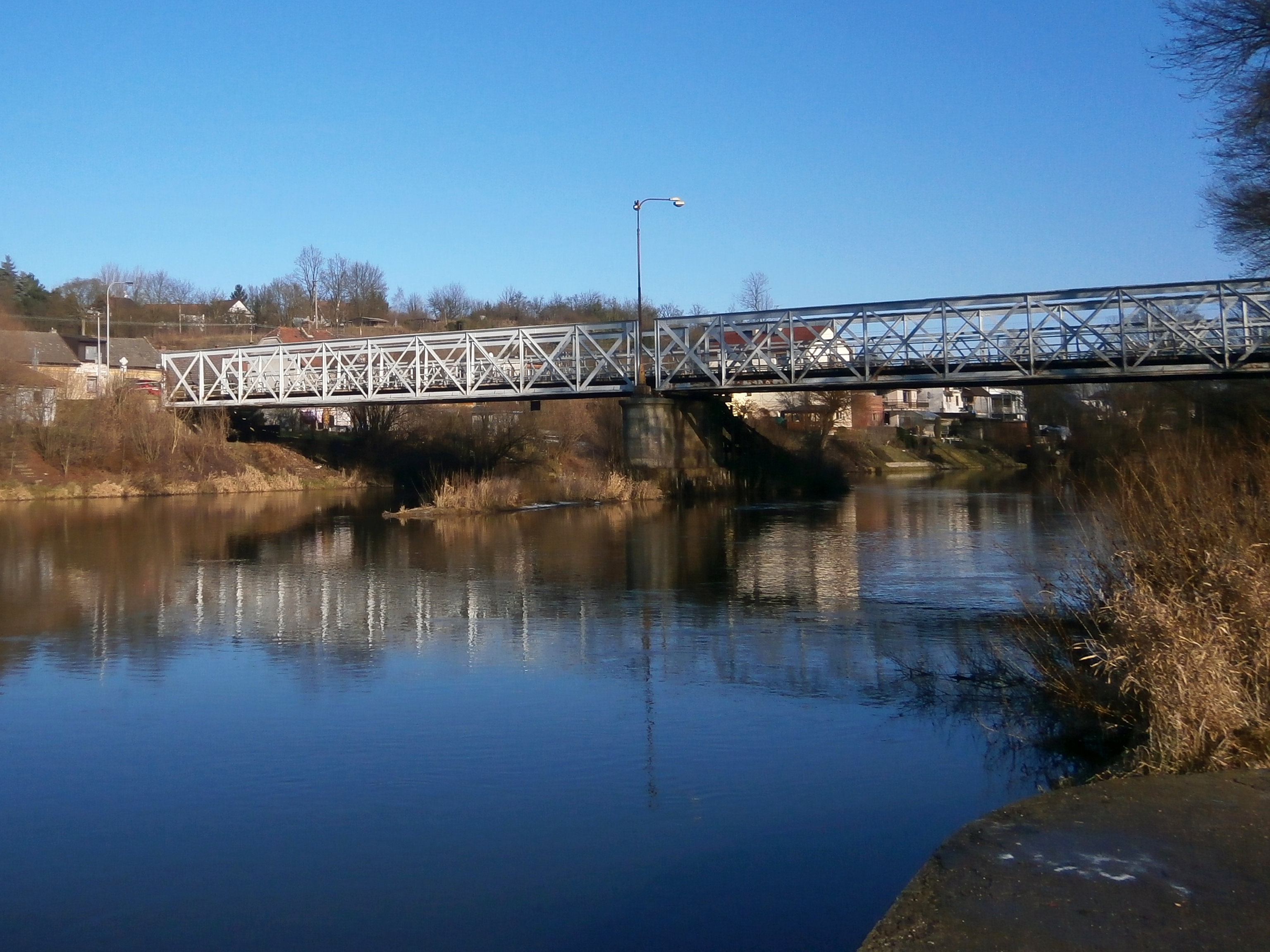
Most plukovníka Šrámka

Do rodných Svinar se vrátil 19. května 1945, ale jeho zdravotní stav byl velice špatný: vězněním zubožený, bezzubý a trpící prudkou otevřenou tuberkulózou. V tomto žalostném stavu lidské trosky se navrátil do rodných Svinar. Dne 8. května 1946 zemřel v pražské nemocnici na Bulovce.
Do hodnosti plukovníka pěchoty byl povýšen in memoriam (posmrtně) v říjnu 1946. V květnu 1947 mu byla na jeho rodném domě ve Svinarech odhalena pamětní deska. Na jeho počest a připomínku byl pojmenován Most plukovníka Šrámka. Jedná se o obloukový ocelový silniční most přes řeku Orlici v Hradci Králové, v místní části Svinary.